# Phygadeuon gracilentus
Phygadeuon gracilentus är en stekelart som beskrevs av Horstmann 1997. Phygadeuon gracilentus ingår i släktet Phygadeuon och familjen brokparasitsteklar. Inga underarter finns listade i Catalogue of Life.